# Indigenisme
L'indigenisme és un corrent cultural, polític i antropològic centrat en l'estudi i la valoració de les cultures indígenes d'Amèrica. Aquest corrent qüestiona els mecanismes de discriminació i l'etnocentrisme imperants als diversos estats americans.
Aquest corrent té diversos vessants, des de l'indigenisme literari de Ciro Alegría o José María Arguedas fins a l'indigenisme combatiu d'agrupacions com el Frente Revolucionario Indoamericano Popular i fins i tot guerrilleres com Quintín Lame.